# Conraua beccarii
Conraua beccarii é uma espécie de anfíbio da família Ranidae.
Pode ser encontrada nos seguintes países: Eritrea e Etiópia.
Os seus habitats naturais são: regiões subtropicais ou tropicais húmidas de alta altitude, campos de gramíneas subtropicais ou tropicais secos de baixa altitude, campos de altitude subtropicais ou tropicais, rios e marismas de água doce.
Está ameaçada por perda de habitat.